# FUKUYAMA MASAHARU『30th Anniversary 「THE LIVE」』
『FUKUYAMA MASAHARU『30th Anniversary 「THE LIVE」』』（フクヤママサハル サーティース アニバーサリー ザ ライブ）は、日本の男性シンガーソングライター・福山雅治のライブ・ビデオ。2023年3月21日にアミューズから発売された。

## 概要
2021年11月から2022年5月にかけて行われたデビュー30周年を記念したツアー「FUKUYAMA MASAHARU WE'RE BROS. TOUR 2021-2022 “Promise for the Future”」から、2022年4月に行われた国立代々木第一体育館公演と「WE'RE BROS. TOUR 2022 "光" -HIKARI-」から、2022年6月に行われたさいたまスーパーアリーナ公演のライブを映像化。
通常盤DVD/Blu-ray、初回限定版DVD/Blu-rayの4種類で発売。初回限定版には三方背ケース、デジパック、32ページの写真集「THE LIVE」、金・銀テープセット「VR LIVE MOVIE」視聴用二次元バーコード付きカードが付属する。

## 収録内容
WE'RE BROS. TOUR 2021-2022 Promise for the Future  Live at "YOYOGI NATIONAL STADIUM FIRST GYMNASIUM "
1.煌

2.始まりがまた始まってゆく

3.HELLO

4.milk tea

5.恋の中

6.桜坂

7.幸せのサラダ

8.ボーッ

9.心音

10.あの夏も 海も 空も

11.Dear

12.光

13.AKIRA

14.暗闇の中で飛べ

15.vs.2022 ～知覚と快楽の螺旋～

16.Popstar

17.零 -ZERO-

18.想 -new love new world-

19.革命

20.彼方で

21.虹

22.家族になろうよ

23.Heart

WE'RE BROS. TOUR 2022 光 -HIKARI-  Live at "SAITAMA SUPER ARENA"
1.煌

2.Message

3.All My Loving

4.HELLO

5.AKIRA

6.暗闇の中で飛べ

7.Popstar

8.心音

9.桜坂

10.家族になろうよ

11.群青～ultramarine～

12.クスノキ

13.ヒトツボシ

14.KISSして

15.vs.2022 ～知覚と快楽の螺旋～

16.ステージの魔物

17.零 -ZERO-

18.革命

19.光

20.明日の☆SHOW

21.ププッとフムッとかいけつダンス 〜シリアーティ・ロック バージョン〜

22.Peach!!

23.道標 2022

24.もっとそばにきて

25.最愛

## コンサートツアー

### 全国ツアー

#### 概要
ツアータイトルは『FUKUYAMA MASAHARU WE'RE BROS. TOUR 2021-2022 “Promise for the Future”』。12作目のオリジナルアルバム『AKIRA』を引っ提げての全国13会場で28公演が行われた全国ツアーである。また、本ツアーは新型コロナウイルス感染症の感染拡大以降初の対面式ライブとなった。

また、2月19日の静岡公演以降から、オフィシャルファンクラブ会員限定で会場に設置された定点カメラの映像をオンラインで配信する『生中継!最前列オンラインチケット!!』が販売された。

#### 開催日時・会場
|        | 開催日    | 開演時間 | 会場                                   |
| 2021年 | 2021年    | 2021年   | 2021年                                 |
| ------ | --------- | -------- | -------------------------------------- |
| 1      | 011月27日 | 17:00    | ぴあアリーナMM                         |
| 1      | 012月28日 | 16:00    | ぴあアリーナMM                         |
| 2      | 012月1日  | 18:30    | マリンメッセ福岡A館                    |
| 2      | 012月2日  | 18:30    | マリンメッセ福岡A館                    |
| 3      | 012月21日 | 18:30    | 日本ガイシホール                       |
| 3      | 012月22日 | 18:30    | 日本ガイシホール                       |
| 2022年 |           |          |                                        |
| 4      | 01月7日   | 18:30    | 大阪城ホール                           |
| 4      | 01月8日   | 17:00    | 大阪城ホール                           |
| 5      | 01月15日  | 17:00    | 朱鷺メッセ・新潟コンベンションセンター |
| 5      | 01月16日  | 16:00    | 朱鷺メッセ・新潟コンベンションセンター |
| 6      | 02月19日  | 16:00    | 静岡エコパアリーナ                     |
| 6      | 02月20日  | 16:00    | 静岡エコパアリーナ                     |
| 7      | 02月23日  | 16:00    | 神戸ワールド記念ホール                 |
| 7      | 02月24日  | 18:30    | 神戸ワールド記念ホール                 |
| 7      | 02月26日  | 16:00    | 神戸ワールド記念ホール                 |
| 7      | 02月27日  | 15:00    | 神戸ワールド記念ホール                 |
| 8      | 03月5日   | 16:00    | 愛媛県武道館                           |
| 8      | 03月6日   | 15:00    | 愛媛県武道館                           |
| 9      | 04月9日   | 16:00    | 宮城セキスイハイムスーパーアリーナ     |
| 9      | 04月10日  | 15:00    | 宮城セキスイハイムスーパーアリーナ     |
| 10     | 04月29日  | 18:00    | 国立代々木第一体育館                   |
| 10     | 04月30日  | 16:00    | 国立代々木第一体育館                   |
| 11     | 05月7日   | 16:00    | グランメッセ熊本                       |
| 11     | 05月8日   | 15:00    | グランメッセ熊本                       |
| 12     | 05月21日  | 18:00    | 広島グリーンアリーナ                   |
| 12     | 05月22日  | 16:00    | 広島グリーンアリーナ                   |
| 13     | 05月28日  | 18:00    | 真駒内セキスイハイムアイスアリーナ     |
| 13     | 05月29日  | 16:00    | 真駒内セキスイハイムアイスアリーナ     |

### 追加公演

#### 概要
『FUKUYAMA MASAHARU WE'RE BROS. TOUR 2022 "光" -HIKARI-』は11月27日のぴあアリーナMMでの公演内で発表された『FUKUYAMA MASAHARU WE'RE BROS. TOUR 2021-2022 “Promise for the Future”』の追加公演として行われた。
本公演でも『生中継!最前列オンラインチケット!!』が販売された。

#### 開催日時・会場
| 開催日   | 開演時間 | 会場                     |
| -------- | -------- | ------------------------ |
| 06月16日 | 18:30    | さいたまスーパーアリーナ |
| 06月18日 | 16:00    | さいたまスーパーアリーナ |
| 06月19日 | 15:00    | さいたまスーパーアリーナ |